# El morador de las tinieblas
El morador de las tinieblas (título original en inglés: The Haunter of the Dark) es una historia corta de 1935 del escritor estadounidense de terror H. P. Lovecraft, la última que escribió.

## Elaboración y publicación
Escrita entre el 5 y el 9 de noviembre de 1935, fue publicada en la edición de diciembre de 1936 de Weird Tales (Vol. 28, No. 5, p. 538–53) y luego reeditada por Arkham House en la antología de 1939 The Outsider and Others.
Fue el último escrito de las obras conocidas del autor y es parte de los Mitos de Cthulhu. El epígrafe de la historia es la segunda estrofa del poema de 1917 de Lovecraft Némesis.
La historia es una secuela de The Shambler from the Stars (El vampiro estelar) de Robert Bloch. Bloch escribió una tercera historia en 1950, The Shadow from the Steeple.

## Argumento

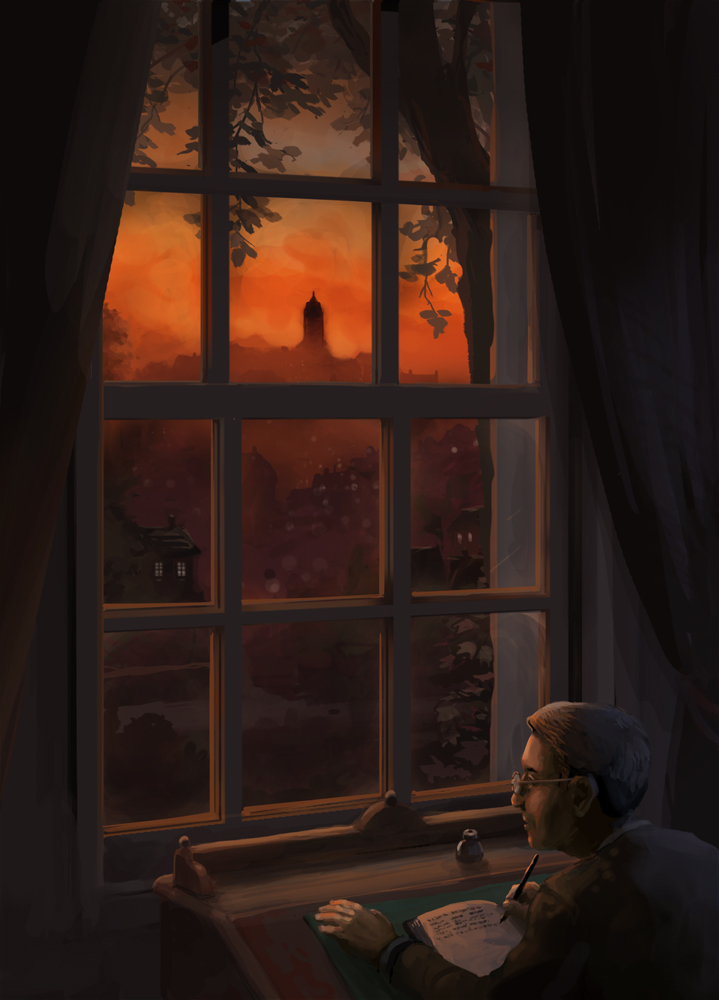
Ilustración gráfica de Jarkko Naas.

En Providence, Rhode Island, Robert Blake, un joven escritor interesado en lo oculto, queda fascinado por una gran iglesia en desuso en Federal Hill que puede ver desde sus alojamientos en el lado este de la ciudad. Sus investigaciones revelan que la iglesia tiene una historia siniestra que involucra un culto llamado "Iglesia de la sabiduría estrellada" (Church of Starry Wisdom) y los habitantes inmigrantes locales temen que esté poseída por un mal primitivo.
Blake entra a la iglesia y sube a la torre, donde descubre el esqueleto de Edwin M. Lillibridge, un reportero que desapareció en 1893. Blake también descubre un antiguo artefacto de piedra conocido como el "trapezoedro resplandeciente", que tiene la propiedad de poder invocar un ser terrible desde las profundidades del tiempo y el espacio. El trapezoedro descansa en una caja de metal con una tapa con bisagras; la caja está grabada con diseños que representan criaturas vivientes pero claramente extrañas. El conjunto se asienta sobre una columna que también está grabada con diseños o personajes extraños. La intervención de Blake invoca inadvertidamente al ser maligno del título y abandona la iglesia consciente de que ha causado algún daño.
El ser solo puede ir al exterior en la oscuridad y, por lo tanto, está constreñido en la torre por la noche por la presencia de las luces de la ciudad. Sin embargo, cuando la energía eléctrica de la ciudad se debilita durante una tormenta eléctrica, la gente local se aterroriza por los sonidos provenientes de la iglesia y llama a sus sacerdotes católicos a dirigir oraciones contra el demonio. Blake, consciente de lo que ha desatado, también está aterrorizado y reza porque la energía eléctrica permanezca encendida. Sin embargo, se produce un corte de energía y el ser vuela hacia los aposentos de Blake. Posteriormente se lo encuentran muerto, mirando por la ventana a la iglesia con una expresión de horror en su rostro. Sus últimas palabras se refieren a su percepción del ser que se acerca.

Lo veo, viniendo hacia aquí, viento infernal, sombra titánica, negras alas, Yog-Sothoth sálvame, ojo ardiente de tres lóbulos.